# South Salt Lake
South Salt Lake è un comune degli Stati Uniti d'America, nella contea di Salt Lake nello Stato dello Utah.

## Infrastrutture e trasporti
Il comune è collegato alla città di Salt Lake City tramite una linea tranviaria interurbana.